# Великомацевицька сільська рада
Великомаце́вицька сільська́ ра́да — адміністративно-територіальна одиниця та орган місцевого самоврядування у Старокостянтинівському районі Хмельницької області. Адміністративний центр — село Великі Мацевичі.

## Загальні відомості
Великомацевицька сільська рада утворена в 1929 році.
- Територія ради: 50,694 км²
- Населення ради: 1 185 осіб (станом на 2001 рік)

## Населені пункти
Сільській раді були підпорядковані населені пункти:
- с. Великі Мацевичі
- с. Круча
- с. Малі Мацевичі
- с. Раштівка

## Склад ради
Рада складалася з 16 депутатів та голови.
- Голова ради: Мельник Микола Григорович
- Секретар ради: Матвійчук Марія Іванівна

### Керівний склад попередніх скликань
| Прізвище, ім'я, по батькові | Основні відомості                                                                       | Дата обрання | Дата звільнення |
| --------------------------- | --------------------------------------------------------------------------------------- | ------------ | --------------- |
| Мельник Микола Григорович   | Сільський голова, 1950 року народження, освіта середня спеціальна, член Партії регіонів | 26.03.2006   | 31.10.2010      |
| Мельник Микола Григорович   | Сільський голова, 1950 року народження, освіта середня спеціальна, член Партії регіонів | 31.10.2010   |                 |

Примітка: таблиця складена за даними сайту Верховної Ради України

### Депутати
За результатами місцевих виборів 2010 року депутатами ради стали:

#### За суб'єктами висування
| Суб'єкт висування                                       | Кількість обраних депутатів | %    |
| ------------------------------------------------------- | --------------------------- | ---- |
| Самовисування                                           | 12                          | 75   |
| Партія регіонів                                         | 2                           | 12,5 |
| Політична партія Всеукраїнське об'єднання «Батьківщина» | 2                           | 12,5 |

#### За округами
| № округу                                                | Прізвище, ім'я, по батькові   | Дата визнання обраним | Освіта             | Партійна приналежність                        | Відомості про обраного депутата                                      |
| ------------------------------------------------------- | ----------------------------- | --------------------- | ------------------ | --------------------------------------------- | -------------------------------------------------------------------- |
| Партія регіонів                                         |                               |                       |                    |                                               |                                                                      |
| 3                                                       | Кравець Анатолій Васильович   | 01.11.2010            | середня            | член Партії регіонів                          | тимчасово не працює                                                  |
| 8                                                       | Кравчук Олена Степанівна      | 01.11.2010            | середня спеціальна | член Партії регіонів                          | Великомацевицька державна лікарня ветеринарної медицини, завідувачка |
| Політична партія Всеукраїнське об'єднання «Батьківщина» |                               |                       |                    |                                               |                                                                      |
| 1                                                       | Шевчук Світлана Вікторівна    | 01.11.2010            | середня            | член Всеукраїнського об'єднання «Батьківщина» | тимчасово не працює                                                  |
| 2                                                       | Крикун Людмила Василівна      | 01.11.2010            | середня спеціальна | член Всеукраїнського об'єднання «Батьківщина» | Великомацевицька амбулаторія сімейної медицини, фельдшер             |
| Самовисування                                           |                               |                       |                    |                                               |                                                                      |
| 4                                                       | Шевчук Володимир Васильович   | 01.11.2010            | середня спеціальна | член Політичної партії «Сильна Україна»       | ТОВ «Укрзернопром», охоронець                                        |
| 5                                                       | Мельник Марія Володимирівна   | 01.11.2010            | середня            | член Всеукраїнського об'єднання «Батьківщина» | Великомацевицька загальноосвітня школа, кухар                        |
| 6                                                       | Бойчун Василь Васильович      | 01.11.2010            | середня спеціальна | член Політичної партії «Сильна Україна»       | ТОВ «Укрзернопром», бригадир                                         |
| 7                                                       | Ярошик Микола Вікторович      | 01.11.2010            | середня            | член Всеукраїнського об'єднання «Батьківщина» | Маслосирбаза, приймальник молока                                     |
| 9                                                       | Борищук Валентина Григорівна  | 01.11.2010            | вища               | член Всеукраїнського об'єднання «Батьківщина» | Великомацевицька загальноосвітня школа, вчитель                      |
| 10                                                      | Катренюк Оксана Володимирівна | 01.11.2010            | вища               | член Партії регіонів                          | Великомацевицька сільська рада, бухгалтер                            |
| 11                                                      | Дзюба Ольга Олександрівна     | 01.11.2010            | середня спеціальна | член Всеукраїнського об'єднання «Батьківщина» | приватний підприємець                                                |
| 12                                                      | Поліщук Петро Васильович      | 01.11.2010            | середня            | член Всеукраїнського об'єднання «Батьківщина» | газконтора, контролер                                                |
| 13                                                      | Стецюк Надія Іванівна         | 01.11.2010            | середня            | член Партії регіонів                          | тимчасово не працює                                                  |
| 14                                                      | Матвійчик Марія Іванівна      | 01.11.2010            | середня спеціальна | член Партії регіонів                          | Великомацевицька сільська рада, секретар                             |
| 15                                                      | Гнатюк Валентина Іванівна     | 01.11.2010            | середня спеціальна | член Політичної партії «Сильна Україна»       | ТОВ «Укрзернопром», спеціаліст                                       |
| 16                                                      | Катренюк Юлія Вікторівна      | 01.11.2010            | вища               | позапартійна                                  | Раштівська загальноосвітня школа, директор                           |